# 安倍宗明
安倍 宗明（あべ の むねあき）は、平安時代後期の貴族・陰陽師。安倍晴明の曾孫。権天文博士・安倍親宗の子。官位は従五位下・権天文博士。

## 経歴
権天文博士に任ぜられ、たびたび天文密奏を行っている。例えば、康和5年（1103年）2月16日と永久元年（1113年）7月16日に発生した月食の際に天文密奏を行ったことが藤原忠実の日記『殿暦』に記されている。その他の天変や地震などの際にも宗明が天文密奏を行ったことが『殿暦』や『中右記』などから知ることができ、陽明文庫所蔵の『諸道勘文』には天仁3年（1110年）5月11日に宗明が提出した天文道の勘文が記されている。
天文博士の官職は子・広賢に継承されて、その一族は天文道の家柄となり「宗明流」と称された。

## 系譜[5]
- 父：安倍親宗
- 母：不詳
- 妻：不詳
  - 男子：安倍晴仁
  - 男子：安倍広賢（1107-1162）
  - 男子：信弁